# AC Transit

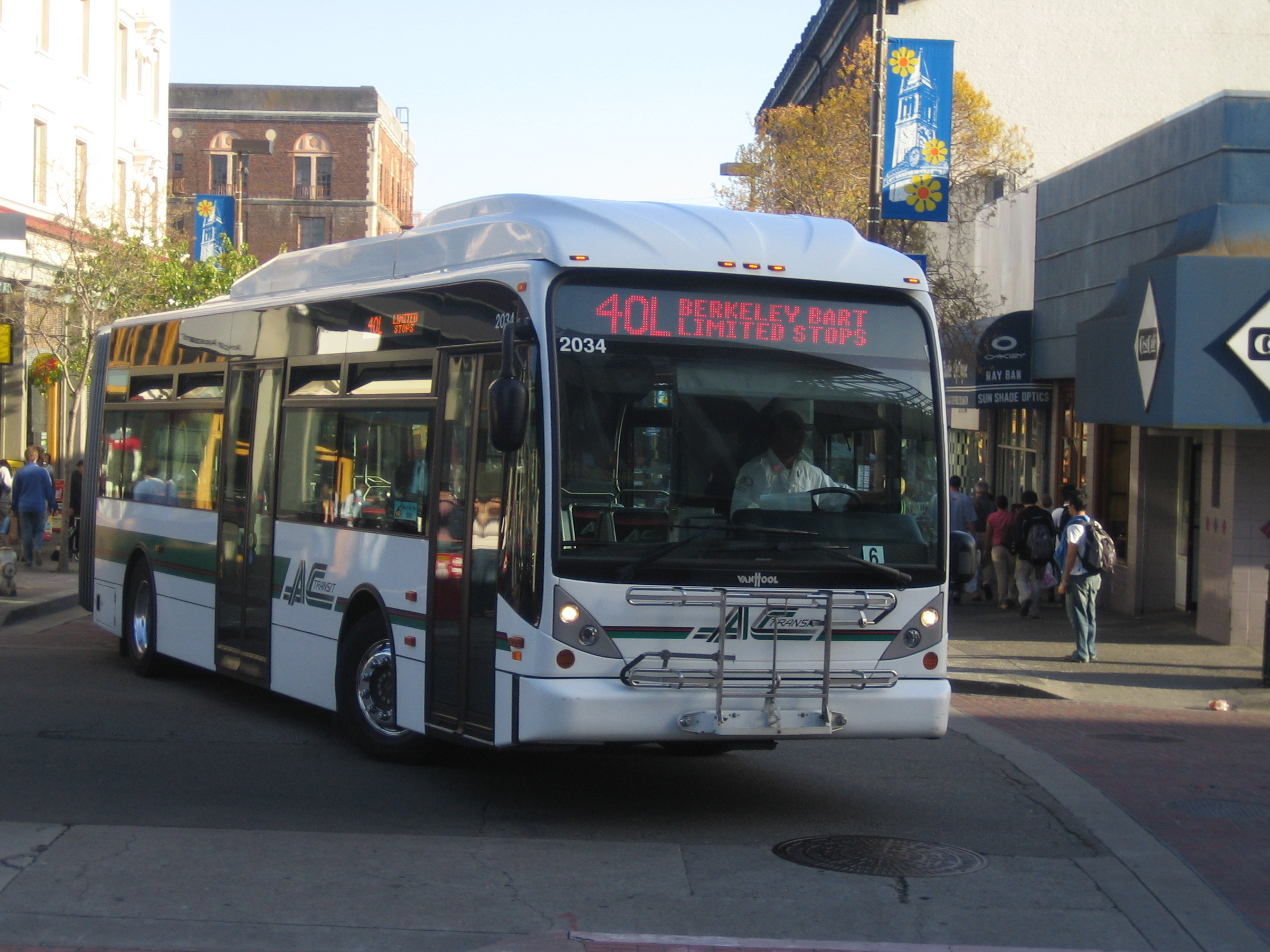
Un bus de AC Transit en la ruta 40L Telegraph en la ciudad de Berkeley.

AC Transit (Alameda-Contra Costa Transit District, Distrito de Transporte Alameda-Contra Costa) es una agencia de autobuses regionales que da servicio a parte de los condados de Alameda y Contra Costa en la costa Este de la Área de la Bahía de San Francisco (California). Además, el servicio tiene rutas «Transbahía» que cruzan el Puente de la Bahía Oakland-San Francisco, así como destinos a algunas partes de los condados de San Mateo y Santa Clara.
AC Transit está constituido como un distrito especial bajo las leyes de California. Gobernado por siete miembros electos (cinco de la zona geográfica y dos de cualquier parte). La agencia no es parte de los gobiernos de la Alameda o de Contra Costa, aunque las iniciales "AC" se confunden a menudo con Alameda Country.
El distrito es el sucesor público a la empresa privatizada Key System.

## Servicio de autobuses
Actualmente, AC Transit da serv icio a las ciudades de Oakland, Berkeley, Emeryville, El Cerrito, Kensington, Albany, Richmond, El Sobrante, Pinole, San Pablo, Hayward, Piedmont, Castro Valley y Fremont. Muchas rutas conectan con servicios regionales de tren, principalmente con el BART, además del ACE y del Capitol Corridor. El AC Transit también conecta con el Aeropuerto de Oakland de la Bahía de San Francisco y la Universidad de California, Berkeley.
Aunque muchos de los servicios de AC Transit son líneas locales a través de la Bahía Este, el barrio también está provisto de muchas líneas "transbahía". Muchos de ellos atraviesan el Puente de la Bahía Oakland-San Francisco para conectar comunidades tan lejanas como El Sobrante y Newark con la Terminal Transbahía de San Francisco (el antiguo final del Key System).
El servicio de autobús también se provee a través de los puentes del sur. En 2003, el barrio introdujo una ruta por el Puente San Mateo-Hayward (Línea M) para conectar las estaciones del BART de Castro Valley y Hayward con Foster City y la estación del Hillsdale Boulevard Caltrain de San Mateo. Una segunda ruta por el puente de San Mateo-Hayward (Línea MA), se creó en 2006. A través del Puente Dumbarton (California), AC Transit opera con un contrato con el consorcio de agencias de transporte (que incluye al propio AC Transit, al BART, SamTrans, La VTA y Union City Transit), el Dumbarton Express, una serie de líneas de autobús que conectan la estación Union City del BART con East Palo Alto, Menlo Park, Palo Alto y la Universidad de Stanford. 
Además, el distrito en 2004 creó otra ruta por el Puente de Dumbarton Bridge route (Línea U), un servicio conmutado que enlaza Standford con los trenes ACE y la estación de BART de Fremont.
En 2003, AC Transit creó una nueva línea de BRT operando en la Avenida de San Pablo. Designada como Ruta 72R o San Pablo Rapid), circula entre 6 A.M. y 7 P. m. con una frecuencia de 12 minutos con paradas cada 2/3 de milla, entre Jack London Square y el Contra Costa College. La línea no utiliza ningún control de tiempo y permite a los autobuses circular a lo largo de a ruta tan rápido como el tráfico lo permita. A partir del éxito de este experimento, se está planificando la implantación de líneas similares en toda la región. El corredor entre el centro de Berkeley y Bay Fair. Telegraph Ave., International Blvd., y East 14th St. han sido seleccionadas para la expansión del servicio, designada como 1R.
Comenzando el 10 de diciembre de 2005, el barrio empezó a complementar al BART, que no circulaba entre la medianoche y las 5 AM, participando en la Red Nocturna.

### Designaciones de rutas
AC Transit tiene varias categorías diferentes de designación de líneas de autobuses con rangos de números diferentes para rutas de propósito distinto. En general, desde su principio las líneas "trans-bahía" de AC Transit se rotulan con letras y las líneas locales con números, algunas con alguna letra de sufijo. Muchas heredaron sus números de su predecesor el Key system y variando ligeremante siguieron las rutas originales. Las letras para las rutas trans-bahía se originaron como una forma de distinguir los trenes trans-bahía del Key system de los de East Bay Electric Lines que estaban numerados.
AC Transit usa varios sufijos: L para paradas limitadas, R para Rápidos (para cada 2/3 de milla) y X para express (larga distancia o servicio conmutado con áreas lejanas sin paradas, por autovías), como otras para servicios especiales. Algunas rutas, como la 72, tuvieron una variante que añadía un trozo de recorrido o un lazo en la ruta, y estos viajes se designaban con la letra M. Muchas veces, pero no siempre, la letra coincidía con una calle de la ruta - en el caso de la 72M, se aparta de la ruta en MacDonald Avenue, que empieza con M. Las rutas locales (1-99) también sirven como "origen" de muchos números de ruta a partir del 100. Por ejemplo, una línea escolar que sigue gran parte del camino del 68 se designaría como 668. Este patrón se utiliza en la mayoría de las series 300, 600 y 800, pero muchas no se corresponden con números de rutas regulares. En las rutas con letras, los sufijos numéricos son utilizados a veces, como la variante de la línea LB: LB1. Sólo porque un cierto rango de números están reservados para ciertos usos no significa que todos los números/letras estén en uso.
- 1-99 – Servicio local de rutas operando en la zona de la Bahía Este, y en gran parte de Fremont y Newark.
- 200-299 – Servicio local de rutas operando en la zona de la Bahía Este sólo en Fremont y Newark.
- 300-399 – Servicio especial de rutas. Incluyen el servicio nocturno, servicios eventuales (p.ej. servicio para la temporada de carreras) y servicios lanzadera entre supermercados y estaciones de tren. Muchas de estas rutas operan sólo uno o dos días a la semana o solo por la mañana o por la tarde. Algunos, como el 376, combina los tramos más populares de varias rutas y recorre estas rutas durante el día ya que el recorrido de la línea entera no atrae suficientes pasajeros.
- 600-699 – Líneas que sirven a colegios públicos y privados, institutos y algunas escuelas elementales. Estas líneas operan sólo los días escolares y están abiertas a todo el público con tarifas regulares.
- 800-899 – Líneas que son parte de la Red Nocturna.
- A-Z – Líneas Trans-bahía, líneas conmutadas express que cruzan el Puente de la Bahía de Oakland-San Francisco, el Puente de San Mateo, o el Puente de Dumbarton conectando la Bahía Este con San Francisco, San Mateo y Palo Alto, respectivamente. Las combinaciones de letras y números también se utilizan como en el caso de la serie N (p.ej. N, NL, NX1, NX2, etc.). Todas las rutas trans-bahía son designadas con letras, con la única excepción del 800.

## Vehículos
Al principio, el AC Transit utilizó los autobuses de su predecesirm el Key System. Prácticamente todos estos autobuses los hizo la General Motors en los`50. El AC Transit pronto ordené nuevos autobuses de la G; fabricados a proncipios de los 60, el AC Transit utilizó ambos: los antiguos y los nuevos. A mediados de los 60, el AC Transit fue pionero en la utilización de autobuses articulados con el autobús experimental de la GM "XMC 77", en la línea N: Blvd.-San Francisco.
El AC Transit continuó comprando nuevos GM a principios de los 70, aunque empezó a comprar autobuses de la competencia Flxible. En los 80, no se compraron autobuses de la GM. En su lugar se compraron a Flyer y Gillig.
En 2003, el AC Transit renovó su infraestructura de autobuses con nuevos autobuses de suelo bajo de Van Hool, comprando el A330 de 40 pies y el AG300 de 60 pies articulado y nuevas unidades de localización en todos los vehículos. Las unidades de localización por GPS determinan la posición del vehículo y las redes privadas de radio la envían actualizada a la central entre 3 y 16 minutos. Los vehículos de las líneas elegidas pueden verse en el sistema de información de AC Transit NextBus. Recientemente, se han comprado autobuses de 30 pies para rutas de vecindario: el Van Hool A300K.
AC Transit es también un líder mundial en nuevas tecnologías respetuosas con el medio ambiente. Tres autobuses propulsados por hidrógeno, basados en el A330 que actualmente opera en las líneas 50 y 57 para comprobar su viablilidad y fiabilidad en la vida real. Además, la agencia planea comprar más de 10 vehículos híbridos basados en su nuevo autobús de 30 pies.
Todos los servicios de autobuses en activo de AC Transit son accesibles a pasajeros en silla de ruedas.
Una lista detallada de vehículos:
- Van Hool A330 40-pies
- Van Hool AG300 60-pies articulado
- Van Hool A300K 30-pies
- Van Hool A300K 30-pies híbrido
- New Flyer Industries D60 articulado
- NABI 40-pies LFW
- NABI 40-pies
- Motor Coach Industries D4500
- General Motors Diesel Division Buses T6H 5307N

## Financiación
Como casi todos los servicios de transporte de EE. UU., es un servicio subvencionado. En 2003, el AC Transit respondió al recorte del presupuesto de California reduciendo y eliminando muchas rutas de autobús.
En 2004 los votantes en el distrito de AC Transit junto con los votantes en otras partes del Área de la Bahía de San Francisco aprobaron la Medida Regional 2, que proporciona proyectos de transporte regional (incluyendo el AC Transit) con 125 millones de dólares anuales. Además, 2/3 de los votantes aporovaron la Medida BB, un paquete de impuestos específicos para mantener el AC Transit.
En abril de 2005, la Comisión de Transporte Metropolitano de San Francisco fue demandada por dotar insuficientemente al AC Transit en favor del tren suburbano sirviendo a la población rica, como el BART y Caltrain. Estos servicios han experimentado expansiones en años recientes, mientras que AC Transit se había visto obligado a recortar servicios e incrementar las tarifas.